# 4674 Pauling
A 4674 Pauling (ideiglenes jelöléssel 1989 JC) egy kisbolygó a Naprendszerben. Eleanor F. Helin fedezte fel 1989. május 2-án.